# Мамади Думбуја
Мамади Думбуја (фр. Mamady Doumbouya; 4. март 1980) је гвинејски пуковник и привремени председник Гвинеје. Предводио је државни удар против председника Алфа Кондеа 5. септембра 2021. године. Од 1. октобра 2021. године налази се на функцији привременог председника Гвинеје.
Био је припадник Легије странаца Француске и специјалних снага Гвинеје.